# Window Island
Window Island (englisch, in Argentinien Isla Ventana, beiderseits für Fensterinsel) ist eine Insel im Archipel der Südlichen Shetlandinseln. Sie liegt auf der Westseite der Einfahrt zur Barclay Bay vor der Nordküste der Livingston-Insel.
Der britische Robbenfängerkapitän George Powell kartierte sie und benannte sie deskriptiv in den Jahren zwischen 1820 und 1822. 